# Détachement de corps G
Le Détachement de corps G (en allemand : Korps-Abteilung G) était une unité militaire de l'Armée de terre (Heer) de la Wehrmacht,  une formation d'infanterie de la taille d'une division, pendant la Seconde Guerre mondiale.

## Hiérarchie des unités
| Nom          | Nbre d'hommes       | Unités subalternes                | Grade de commandement                 |
| ------------ | ------------------- | --------------------------------- | ------------------------------------- |
| Heeresgruppe | + 300 000           | 2 à + Armeen (Armées)             | Generaloberst ou Generalfeldmarschall |
| Armee        | + 100 000 - 300 000 | 2 à + Armeekorps (Corps d'armées) | General ou Generaloberst              |
| Armeekorps   | + 30 000 - 80 000   | 2 à + Divisionen (Division)       | Generalleutnant ou General            |
| Division     | + 10 000 – 20 000   | 2 à 6 Brigaden (Brigade)          | Generalmajor ou Generalleutnant       |
| Brigade      | + 3 000 – 5 000     | jusqu'à 3 Regimentern (Régiment)  | Oberst ou Generalmajor                |

## Historique
Le détachement de corps G est formé le 7 août 1944 dans le Heeresgruppe Mitte à partir des rescapés de la 260e division d'infanterie, 299e division d'infanterie et 337e division d'infanterie.
 
Son état-major provient de la 299e division d'infanterie. 
Il est renommé 299e division d'infanterie le 14 septembre 1944.

## Organisation

### Commandants successifs
| Date                            | Grade  | Commandant               |
| ------------------------------- | ------ | ------------------------ |
| 7 août 1944 - 14 septembre 1944 | Oberst | Hermann-Heinrich Behrend |

### Chef des Generalstabes
| Date | Grade | Commandant |
| ---- | ----- | ---------- |
| ?    | ?     | ?          |

### 1. Generalstabsoffizier (Ia)
| Date | Grade | Commandant |
| ---- | ----- | ---------- |
| ?    | ?     | ?          |

## Théâtres d'opérations
- Province de Prusse-Orientale : Août 1944

## Ordre de batailles

### Rattachement d'Armées
| Date | Armeekorps        | Armée    | Groupe d'Armées    |
| ---- | ----------------- | -------- | ------------------ |
| 1944 |                   |          |                    |
| Août | XXXXI. Armeekorps | 4. Armee | Heeresgruppe Mitte |

### Unités subordonnées
- Stab [Stab 299. Inf.Div]
- Divisions-Gruppe 57 [Stab Gren.Rgt 313 / 337. ID]
  - I. Bataillon [I./Gren.Rgt 480 / 260. Inf.Div]
  - II. Bataillon [I./Gren.Rgt 217]
- Divisions-Gruppe 299 [Stab Gren.Rgt 528]
  - I. Bataillon [I./Gren.Rgt 528]
  - II. Bataillon [II./Gren.Rgt 528]
- Divisions-Gruppe 337 [Stab Div.Grp 113 ; Div.Grp 113]
  - I. Bataillon [Rgt.Grp 260]
  - II. Bataillon [II./Gren.Rgt 688 / 337. Inf.Div]
- Füsilier-Bataillon 299 [Füs.Btl 337]
- Artillerie-Regiment 299
  - I. Abteilung [III./AR 299]
  - II. Abteilung [II./AR 299]
  - III. Abteilung [II./AR 337]
  - IV. Abteilung [IV./AR 337]
- Panzerjäger-Abteilung 299
- Pionier-Bataillon 299 [Pi.Btl 337 et ancien Pi.Btl 299]
- Nachrichten-Abteilung 299
- Feldersatz-Bataillon 299
- Nachschubtruppen 299

## Sources
- Korps-Abteilung G sur Lexikon-der-wehrmacht.de